# Lijst van rijksmonumenten in Maastricht/Rechtstraat
Een overzicht van de 81 rijksmonumenten in de stad Maastricht gelegen aan of bij de Rechtstraat.
| Object | Oorspronkelijke functie?  | Bouwjaar       | Architect       | Locatie                                         | Coördinaten?                  | Nr.?   | Afbeelding |
| --- | ------------------------- | -------------- | --------------- | ----------------------------------------------- | ----------------------------- | ------ | --- |
| Sint-Martinuskerk | Kerk en kerkonderdeel     | 1857-1858      | Pierre Cuypers  | Rechtstraat 2                                   | 50° 51' 2" NB, 5° 41' 55" OL  | 27823  | Meer afbeeldingen |
| Huis met lijstgevel. | Woonhuis                  | begin 19e eeuw |                 | Rechtstraat 3                                   | 50° 51' 2" NB, 5° 41' 56" OL  | 27824  | Meer afbeeldingen |
| Hoog huis met lijstgevel. | Gebouw                    |                |                 | Rechtstraat 5                                   | 50° 51' 2" NB, 5° 41' 56" OL  | 27825  | Meer afbeeldingen |
| Huis met brede lijstgevel, voorzien van een middenrisaliet onder een houten fronton, geblokte hoeklisenen en vensters in Naamse steen.                                                 | Gebouw                    | 18e eeuw       |                 | Rechtstraat 7                                   | 50° 51' 1" NB, 5° 41' 55" OL  | 27826  | Meer afbeeldingen |
| Gevelfragment met vensters in Naamse steen en een koetspoort met een gedrukte boog in Naamse steen; gebeeldhouwde sluitsteen met festoen AN NO / 17 90.                                | Onderdeel woningen e.d.   | 18e eeuw       |                 | Rechtstraat 7A                                  | 50° 51' 1" NB, 5° 41' 55" OL  | 27827  | Gevelfragment met vensters in Naamse steen en een koetspoort met een gedrukte boog in Naamse steen; gebeeldhouwde sluitsteen met festoen AN NO / 17 90. |
| Huis met lijstgevel. | Woonhuis                  | 17e eeuw       |                 | Rechtstraat 12                                  | 50° 51' 1" NB, 5° 41' 54" OL  | 27828  | Meer afbeeldingen |
| Huis met lijstgevel. | Woonhuis                  | 18e eeuw       |                 | Rechtstraat 13                                  | 50° 51' 0" NB, 5° 41' 55" OL  | 27829  | Huis met lijstgevel. |
| Huis met lijstgevel. | Woonhuis                  | 18e eeuw       |                 | Rechtstraat 14                                  | 50° 51' 0" NB, 5° 41' 54" OL  | 27830  | Meer afbeeldingen |
| Huis met brede lijstgevel, met onderpui van Naamse steen. | Gebouw                    | 17e eeuw       |                 | Rechtstraat 15                                  | 50° 51' 0" NB, 5° 41' 55" OL  | 27831  | Huis met brede lijstgevel, met onderpui van Naamse steen.                                                                                               |
| Huis met smalle lijstgevel. | Gebouw                    | 18e eeuw       |                 | Rechtstraat 16                                  | 50° 51' 0" NB, 5° 41' 54" OL  | 27832  | Meer afbeeldingen |
| Huis met smalle lijstgevel, met segmentboogvensters, ten dele in Naamse steen. | Woonhuis                  | 19e eeuw       |                 | Rechtstraat 18                                  | 50° 51' 0" NB, 5° 41' 54" OL  | 27833  | Meer afbeeldingen |
| Huis met smalle lijstgevel. | Woonhuis                  | 18e eeuw       |                 | Rechtstraat 20                                  | 50° 50' 60" NB, 5° 41' 54" OL | 27834  | Meer afbeeldingen |
| Huis met gepleisterde lijstgevel. | Gebouw                    | 18e-19e eeuw   |                 | Rechtstraat 22                                  | 50° 50' 60" NB, 5° 41' 54" OL | 27835  | Meer afbeeldingen |
| Huis met lijstgevel. | Woonhuis                  | 18e eeuw       |                 | Rechtstraat 23                                  | 50° 50' 59" NB, 5° 41' 55" OL | 27836  | Huis met lijstgevel. |
| Hoekhuis, waarvan de lijstgevels (uit drie gedeelten, die met elkaar stompe hoeken maken) voorzien van vensters in Naamse steen, gescheiden zijn door verdiepte panelen met festoenen. | Woonhuis                  | 18e eeuw       |                 | Rechtstraat 25                                  | 50° 50' 58" NB, 5° 41' 54" OL | 27837  | Meer afbeeldingen |
| Huisje met lijstgevel, voorzien van segmentboogvensters in Naamse steen. | Gebouw                    | 18e eeuw       |                 | Rechtstraat 26                                  | 50° 50' 59" NB, 5° 41' 54" OL | 27838  | Meer afbeeldingen |
| Huis met lijstgevel. | Woonhuis                  | 18e eeuw       |                 | Rechtstraat 27                                  | 50° 50' 58" NB, 5° 41' 54" OL | 27839  | Meer afbeeldingen |
| Huisje met lijstgevel. | Gebouw                    | 18e eeuw       |                 | Rechtstraat 28                                  | 50° 50' 59" NB, 5° 41' 54" OL | 27840  | Meer afbeeldingen |
| Huis met lijstgevel, met eenvoudige segmentboogvensters. | Woonhuis                  | 18e eeuw       |                 | Rechtstraat 29                                  | 50° 50' 57" NB, 5° 41' 54" OL | 27841  | Meer afbeeldingen |
| Huisje met lijstgevel. | Gebouw                    | 17e eeuw       |                 | Rechtstraat 30                                  | 50° 50' 59" NB, 5° 41' 54" OL | 27842  | Meer afbeeldingen |
| Huis met lijstgevel. | Gebouw                    | 18e eeuw       |                 | Rechtstraat 31                                  | 50° 50' 57" NB, 5° 41' 54" OL | 27843  | Meer afbeeldingen |
| Huis met brede lijstgevel | Woonhuis                  | 1700           |                 | Rechtstraat 32                                  | 50° 50' 59" NB, 5° 41' 54" OL | 27844  | Meer afbeeldingen |
| Huis met lijstgevel. | Gebouw                    | 18e eeuw       |                 | Rechtstraat 33                                  | 50° 50' 57" NB, 5° 41' 54" OL | 27845  | Meer afbeeldingen |
| Huis met lijstgevel. | Gebouw                    | 17e eeuw e.v.  |                 | Rechtstraat 35                                  | 50° 50' 57" NB, 5° 41' 54" OL | 27846  | Meer afbeeldingen |
| Huis met lijstgevel. | Woonhuis                  | 18e eeuw       |                 | Rechtstraat 36                                  | 50° 50' 57" NB, 5° 41' 54" OL | 27848  | Huis met lijstgevel. |
| Huis met lijstgevel. | Woonhuis                  | 18e eeuw       |                 | Rechtstraat 37                                  | 50° 50' 57" NB, 5° 41' 54" OL | 27849  | Meer afbeeldingen |
| Huisje met lijstgevel, voorzien van segmentboogvensters in Naamse steen. | Woonhuis                  | 18e eeuw       |                 | Rechtstraat 39                                  | 50° 50' 56" NB, 5° 41' 54" OL | 27850  | Huisje met lijstgevel, voorzien van segmentboogvensters in Naamse steen.                                                                                |
| Huis met smalle voorgevel, eindigend in een hoofdgestel met consoles. | Woonhuis                  | 17e eeuw       |                 | Rechtstraat 40                                  | 50° 50' 57" NB, 5° 41' 54" OL | 27851  | Huis met smalle voorgevel, eindigend in een hoofdgestel met consoles.                                                                                   |
| Huis met lijstgevel, met horizontale reliefbanden en segmentboogvensters in Naamse steen.                                                                                              | Woonhuis                  | 18e eeuw       |                 | Rechtstraat 41                                  | 50° 50' 56" NB, 5° 41' 54" OL | 27852  | Huis met lijstgevel, met horizontale reliefbanden en segmentboogvensters in Naamse steen.                                                               |
| Huis met lijstgevel, voorzien van segmentboogvensters in omlijstingen van Naamse steen met van boven getrapte contour.                                                                 | Gebouw                    | 18e eeuw       |                 | Rechtstraat 42                                  | 50° 50' 57" NB, 5° 41' 53" OL | 27853  | Huis met lijstgevel, voorzien van segmentboogvensters in omlijstingen van Naamse steen met van boven getrapte contour.                                  |
| Huis met lijstgevel, voorzien van segmentboogvensters, ten dele in Naamse steen. | Gebouw                    | 18e eeuw       |                 | Rechtstraat 43                                  | 50° 50' 56" NB, 5° 41' 54" OL | 27854  | Huis met lijstgevel, voorzien van segmentboogvensters, ten dele in Naamse steen.                                                                        |
| Huisje met lijstgevel, met lateiboogvensters in Naamse steen. | Gebouw                    | 18e eeuw       |                 | Rechtstraat 44                                  | 50° 50' 57" NB, 5° 41' 53" OL | 27855  | Huisje met lijstgevel, met lateiboogvensters in Naamse steen.                                                                                           |
| Huis met lijstgevel. | Gebouw                    | 19e eeuw       |                 | Rechtstraat 45                                  | 50° 50' 56" NB, 5° 41' 54" OL | 27856  | Huis met lijstgevel. |
| Huisje met lijstgevel. | Woonhuis                  | 18e eeuw       |                 | Rechtstraat 46                                  | 50° 50' 57" NB, 5° 41' 53" OL | 27857  | Huisje met lijstgevel. |
| Huis met lijstgevel. | Gebouw                    | 17e eeuw       |                 | Rechtstraat 47                                  | 50° 50' 56" NB, 5° 41' 54" OL | 27858  | Huis met lijstgevel. |
| Huis met smalle lijstgevel, met eenvoudige segmentboogvensters. | Gebouw                    | 19e eeuw       |                 | Rechtstraat 48                                  | 50° 50' 57" NB, 5° 41' 53" OL | 27859  | Huis met smalle lijstgevel, met eenvoudige segmentboogvensters.                                                                                         |
| Huisje met lijstgevel. | Gebouw                    |                |                 | Wycker Grachtstraat 48                          | 50° 50' 51" NB, 5° 41' 58" OL | 27860  | Meer afbeeldingen |
| Huis met lijstgevel. | Gebouw                    | 18e eeuw       |                 | Rechtstraat 49                                  | 50° 50' 56" NB, 5° 41' 54" OL | 27861  | Huis met lijstgevel. |
| Huisje met lijstgevel. | Woonhuis                  | 18e eeuw       |                 | Rechtstraat 51                                  | 50° 50' 55" NB, 5° 41' 54" OL | 27862  | Huisje met lijstgevel. |
| Huis met lijstgevel. | Gebouw                    | 18e eeuw       |                 | Rechtstraat 53                                  | 50° 50' 55" NB, 5° 41' 54" OL | 27863  | Meer afbeeldingen |
| Hoekhuis met lijstgevels, voorzien van horizontale profiellijsten, verticale reliefbanden en kruis- en twee- lichtkozijnen van Naamse steen.                                           | Gebouw                    | 18e eeuw       |                 | Rechtstraat 54                                  | 50° 50' 56" NB, 5° 41' 53" OL | 27864  | Meer afbeeldingen |
| Huis met lijstgevel. | Gebouw                    | 19e eeuw       |                 | Rechtstraat 55                                  | 50° 50' 55" NB, 5° 41' 54" OL | 27865  | Meer afbeeldingen |
| Hoekhuis met smalle lijstgevel. | Gebouw                    | 18e eeuw       |                 | Rechtstraat 58                                  | 50° 50' 55" NB, 5° 41' 53" OL | 27866  | Meer afbeeldingen |
| Huis met lijstgevel. | Gebouw                    | 18e eeuw       |                 | Rechtstraat 59                                  | 50° 50' 55" NB, 5° 41' 54" OL | 27867  | Huis met lijstgevel. |
| Huis met lijstgevel van Naamse steen. | Gebouw                    | 18e eeuw       |                 | Rechtstraat 59                                  | 50° 50' 55" NB, 5° 41' 54" OL | 27868  | Huis met lijstgevel van Naamse steen. |
| Huis met lijstgevel van Naamse steen | Woonhuis                  | 1660           |                 | Rechtstraat 62                                  | 50° 50' 55" NB, 5° 41' 53" OL | 27869  | Meer afbeeldingen |
| Huis met lijstgevel, voorzien van segmentboogvensters in Naamse steen. | Gebouw                    | 1742           |                 | Rechtstraat 63                                  | 50° 50' 54" NB, 5° 41' 54" OL | 27870  | Meer afbeeldingen |
| Huis met smalle lijstgevel. | Woonhuis                  | 18e eeuw       |                 | Rechtstraat 64                                  | 50° 50' 55" NB, 5° 41' 53" OL | 27871  | Meer afbeeldingen |
| Huis met lijstgevel, met segmentboogvensters in Naamse steen. | Gebouw                    | 18e eeuw       |                 | Rechtstraat 65                                  | 50° 50' 54" NB, 5° 41' 54" OL | 27872  | Huis met lijstgevel, met segmentboogvensters in Naamse steen.                                                                                           |
| Huis met smalle lijstgevel. | Woonhuis                  | 18e eeuw       |                 | Rechtstraat 66                                  | 50° 50' 55" NB, 5° 41' 53" OL | 27873  | Meer afbeeldingen |
| Huis met lijstgevel. | Gebouw                    | 18e eeuw       |                 | Rechtstraat 67                                  | 50° 50' 54" NB, 5° 41' 54" OL | 27874  | Huis met lijstgevel. |
| Huis met lijstgevel. | Gebouw                    | 18e eeuw       |                 | Rechtstraat 68                                  | 50° 50' 55" NB, 5° 41' 53" OL | 27875  | Meer afbeeldingen |
| Huis met lijstgevel. | Gebouw                    | 18e eeuw       |                 | Rechtstraat 68A                                 | 50° 50' 54" NB, 5° 41' 53" OL | 27876  | Meer afbeeldingen |
| Voormalige uitspanning IN DE GOUDEN LEEUW, voorzien van een brede voorgevel in de trant van de zgn. Maaslandse renaissance.                                                            | Gebouw                    | 1704           |                 | Rechtstraat 69A                                 | 50° 50' 54" NB, 5° 41' 54" OL | 27877  | Meer afbeeldingen |
| Huis met lijstgevel. | Woonhuis                  | 18e eeuw       |                 | Rechtstraat 70                                  | 50° 50' 54" NB, 5° 41' 53" OL | 27878  | Meer afbeeldingen |
| Huis met lijstgevel. | Woonhuis                  | 18e eeuw       |                 | Rechtstraat 72                                  | 50° 50' 54" NB, 5° 41' 53" OL | 27879  | Meer afbeeldingen |
| Huis met smalle lijstgevel, met mergelbanden en een hoofdgestel met consoles. | Woonhuis                  | 17e eeuw       |                 | Rechtstraat 73                                  | 50° 50' 53" NB, 5° 41' 54" OL | 27880  | Meer afbeeldingen |
| Huis met lijstgevel. | Woonhuis                  | 18e eeuw       |                 | Rechtstraat 74                                  | 50° 50' 54" NB, 5° 41' 53" OL | 27881  | Meer afbeeldingen |
| Huis met lijstgevel, voorzien van hardstenen omramingen. | Woonhuis                  | 19e eeuw       |                 | Rechtstraat 75                                  | 50° 50' 53" NB, 5° 41' 54" OL | 27882  | Huis met lijstgevel, voorzien van hardstenen omramingen.                                                                                                |
| Huis met lijstgevel. | Woonhuis                  | 19e eeuw       |                 | Rechtstraat 76                                  | 50° 50' 54" NB, 5° 41' 53" OL | 27883  | Meer afbeeldingen |
| Huis met smalle lijstgevel. | Woonhuis                  | 1704           |                 | Rechtstraat 77                                  | 50° 50' 53" NB, 5° 41' 54" OL | 27884  | Huis met smalle lijstgevel. |
| Huis met smalle lijstgevel. | Gebouw                    | 18e eeuw       |                 | Rechtstraat 78                                  | 50° 50' 54" NB, 5° 41' 53" OL | 27885  | Meer afbeeldingen |
| Huis IN SINTE CHRISTOFFEL met smalle lijstgevel, met hoekblokken en een hoofdgestel met consoles.                                                                                      | Woonhuis                  | 1662           |                 | Rechtstraat 80                                  | 50° 50' 53" NB, 5° 41' 53" OL | 27886  | Meer afbeeldingen |
| Huis met smalle lijstgevel. | Woonhuis                  | 18e eeuw       |                 | Rechtstraat 81                                  | 50° 50' 52" NB, 5° 41' 54" OL | 27887  | Meer afbeeldingen |
| Huis IN HET GULDEN HOEFT met smalle lijstgevel. | Woonhuis                  | 18e eeuw       |                 | Rechtstraat 82                                  | 50° 50' 53" NB, 5° 41' 53" OL | 27888  | Meer afbeeldingen |
| Huis met lijstgevel van Naamse steen. | Woonhuis                  | 18e eeuw       |                 | Rechtstraat 83                                  | 50° 50' 52" NB, 5° 41' 54" OL | 27889  | Meer afbeeldingen |
| Huis met smalle lijstgevel. | Gebouw                    | 18e eeuw       |                 | Rechtstraat 84                                  | 50° 50' 53" NB, 5° 41' 53" OL | 27890  | Meer afbeeldingen |
| Huis met smalle gevel van Naamse steen. | Woonhuis                  | 18e eeuw       |                 | Rechtstraat 85                                  | 50° 50' 52" NB, 5° 41' 54" OL | 27891  | Meer afbeeldingen |
| Huis met smalle lijstgevel. | Gebouw                    | 18e eeuw       |                 | Rechtstraat 86                                  | 50° 50' 53" NB, 5° 41' 53" OL | 27892  | Meer afbeeldingen |
| Huis met lijstgevel. | Woonhuis                  | 19e eeuw       |                 | Rechtstraat 87                                  | 50° 50' 52" NB, 5° 41' 54" OL | 27893  | Meer afbeeldingen |
| Huis met lijstgevel, waarvan de uitspringende linkertravee een koetspoort met gedrukte boog in een rechthoekige omlijsting met blokwerk bezit.                                         | Woonhuis                  | 19e eeuw       |                 | Rechtstraat 88A                                 | 50° 50' 53" NB, 5° 41' 53" OL | 27894  | Meer afbeeldingen |
| Huis met gepleisterde lijstgevel, geleed door pilasters. | Gebouw                    | 1738           |                 | Rechtstraat 89                                  | 50° 50' 52" NB, 5° 41' 55" OL | 27895  | Meer afbeeldingen |
| Huis met smalle lijstgevel. | Gebouw                    | 18e eeuw       |                 | Rechtstraat 89A                                 | 50° 50' 52" NB, 5° 41' 55" OL | 27896  | Meer afbeeldingen |
| Huis met lijstgevel van Naamse steen, met segmentboogvensters tussen brede geblokte dammen.                                                                                            | Gebouw                    | 18e eeuw       |                 | Rechtstraat 91                                  | 50° 50' 52" NB, 5° 41' 55" OL | 27897  | Meer afbeeldingen |
| Huis IN DEN SPIEGEL met smallere lijstgevel, voorzien van segmentboogvensters in Naamse steen.                                                                                         | Woonhuis                  | 1768           |                 | Rechtstraat 92                                  | 50° 50' 52" NB, 5° 41' 54" OL | 27898  | Meer afbeeldingen |
| Hoekhuis met smalle lijstgevel, voorzien van segmentboogvensters in Naamse steen. | Gebouw                    | 18e eeuw       |                 | Rechtstraat 93                                  | 50° 50' 51" NB, 5° 41' 55" OL | 27899  | Meer afbeeldingen |
| Huisje met lijstgevel, voorzien van segmentboogvensters in Naamse steen. | Woonhuis                  | 18e eeuw       |                 | Rechtstraat 94                                  | 50° 50' 52" NB, 5° 41' 54" OL | 27900  | Meer afbeeldingen |
| Huis INT LOTTERINGE KRVIS met smalle lijstgevel. | Gebouw                    | 1791           |                 | Rechtstraat 96                                  | 50° 50' 52" NB, 5° 41' 54" OL | 27901  | Meer afbeeldingen |
| Huis IN DRIE LELIEN met lijstgevel, voorzien van segmentboogvensters in Naamse steen.                                                                                                  | Gebouw                    | 1772           |                 | Rechtstraat 98                                  | 50° 50' 52" NB, 5° 41' 54" OL | 27902  | Meer afbeeldingen |
| Huisje met lijstgevel | Gebouw                    | 18e eeuw       |                 | Rechtstraat 104                                 | 50° 50' 51" NB, 5° 41' 54" OL | 27903  | Meer afbeeldingen |
| Parochiehuis en sacristie Sint-Martinuskerk | Vergadering en vereniging | 1933           | Alphons Boosten | Rechtstraat 2 (hoek Oeverwal/Sint Maartenslaan) | 50° 51' 3" NB, 5° 41' 52" OL  | 506675 | Parochiehuis en sacristie Sint-Martinuskerk |